# Chinezen in Mongolië
Chinezen in Mongolië zijn inwoners van (Buiten)-Mongolië die oorspronkelijk uit China komen. Een deel van hen heeft de nationaliteit van de Volksrepubliek China. Niet alle Chinezen in Mongolië stammen van de Han af. Een deel is etnisch Mongools. Volgens de Mongoolse volkstelling van 2000 waren er 1323 legale permanente bewoners in Mongolië met de nationaliteit van Volksrepubliek China. Het aantal illegale migranten werd in de jaren negentig van de 20e eeuw geschat op 10.000.

## Geschiedenis
Tijdens de Liao-dynastie migreerden de eerste Han naar het huidige Mongolië. Ze vestigden zich toen in Kedun. In de 18e eeuw werden bij Keizerlijk decreet boeren aangespoord om naar Mongolië te migreren en daar akkerbouw te bedrijven. Zij moesten voedsel produceren voor de Dzjoengaren. In 1906 begon de Mantsjoe-keizer een kolonisatiepolitiek in Buiten-Mongolië (toentertijd een gebied van het Mantsjoe-Rijk) in te voeren door vele Han naar het gebied te sturen, wat eerder al in Binnen-Mongolië gebeurde. Maar doordat het Mantsjoe-Rijk ten val kwam eind 1911 door opstanden van Chinese Republikeinen (Kwomintang), werd Buiten-Mongolië nauwelijks gekoloniseerd.
In de jaren vijftig van de 20e eeuw waren er ongeveer 20.000 Chinezen in de (communistische) Volksrepubliek Mongolië. In de jaren zestig veranderde de politiek en ontstond er een anti-Chinese beweging in het land. De Chinezen werden naar hun land teruggestuurd en Mongoolse wetenschappers die Chinees konden werden bekritiseerd. In die tijd stationeerde het Sovjet Rode Leger zich aan de Chinees-Mongoolse landsgrens.